# Jinjiang
Pour les articles homonymes, voir Jinjiang (homonymie).
Jinjiang (chinois : 晋江 ; pinyin : jìnjiāng) est une ville de la province du Fujian en Chine. C'est une ville-district placée sous la juridiction de la ville-préfecture de Quanzhou, une ville côtière.

## Divisions administratives
Jinjiang comporte six sous-districts et 13 bourgs :
Sous-districts
- Lingyuan (灵源街道)
- Luoshan (罗山街道)
- Meiling (梅岭街道)
- Qingyang (青阳街道)
- Xintang (新塘街道)
- Xiyuan

Bourgs
- Anhai (安海镇)
- Chendai (陈埭镇)
- Chidian (池店镇)
- Cizao (磁灶镇)
- Dongshi (东石镇)
- Jinjing (金井镇)
- Longhu (龙湖镇)
- Neikeng (内坑镇)
- Shenhu (深沪镇)
- Xibin (西滨镇)
- Yinglin (英林镇)
- Yonghe (永和镇)
- Zimao (紫帽镇)

## Démographie
La population du district était de 1 986 447 habitants en 2010.

## Culture

### Patrimoine immatériel
- Les poupées-gants (布袋戲, bùdàixì ; pò͘-tē-hì), tradition remontant au XVIIe siècle.
- Opéra Gaojia (高甲戏, gāojiǎxì (minnan : Ko-kah-hì)

### Monuments historiques
- Cao'an, temple manichéen du XIIe, qui s'est caché sous la forme d'un temple bouddhiste. C'est le dernier intact en Chine, la majorité ayant été détruit sous la dynastie Tang, en 843, lorsqu'à la suite d'une l'empereur Wuzong lança des attaques contre tout ce qui était considéré comme religion étrangère.
- Une grotte utilisée pendant la dynastie Song du Sud (lors de l'invasion de la Chine par les Mongols sous Kubilai Khan.
- Des constructions datant de la dynastie Ming 福全所城, 烽火台遗址

### Médias
- Une chaîne de télévision locale, 晋江电视台
- Un quotidien local 晋江经济报
- Un site d'information local 晋江新闻网
- Une radio locale sur la fréquence FM 91.4 晋江人民广播电台

## Faits de société
Selon la Laogai Research Foundation, deux laogai (« camps de rééducation par le travail ») y seraient implantés.
Une personnalité célèbre, négativement, est Lai Changxing.
Le commerçant et chef du village Keren Lü Jiangbo (吕江波) a reçu en 2010 une peine d'emprisonnement de 11 années après avoir organisé des résidents du village à défendre leurs droits face à une réquisition illégale de terres par des cadres du Parti. (source: http://chrdnet.com/2011/10/15/prisoner-of-conscience-lu-jiangbo/, 2011/10/15/)